# Diagrama matemático

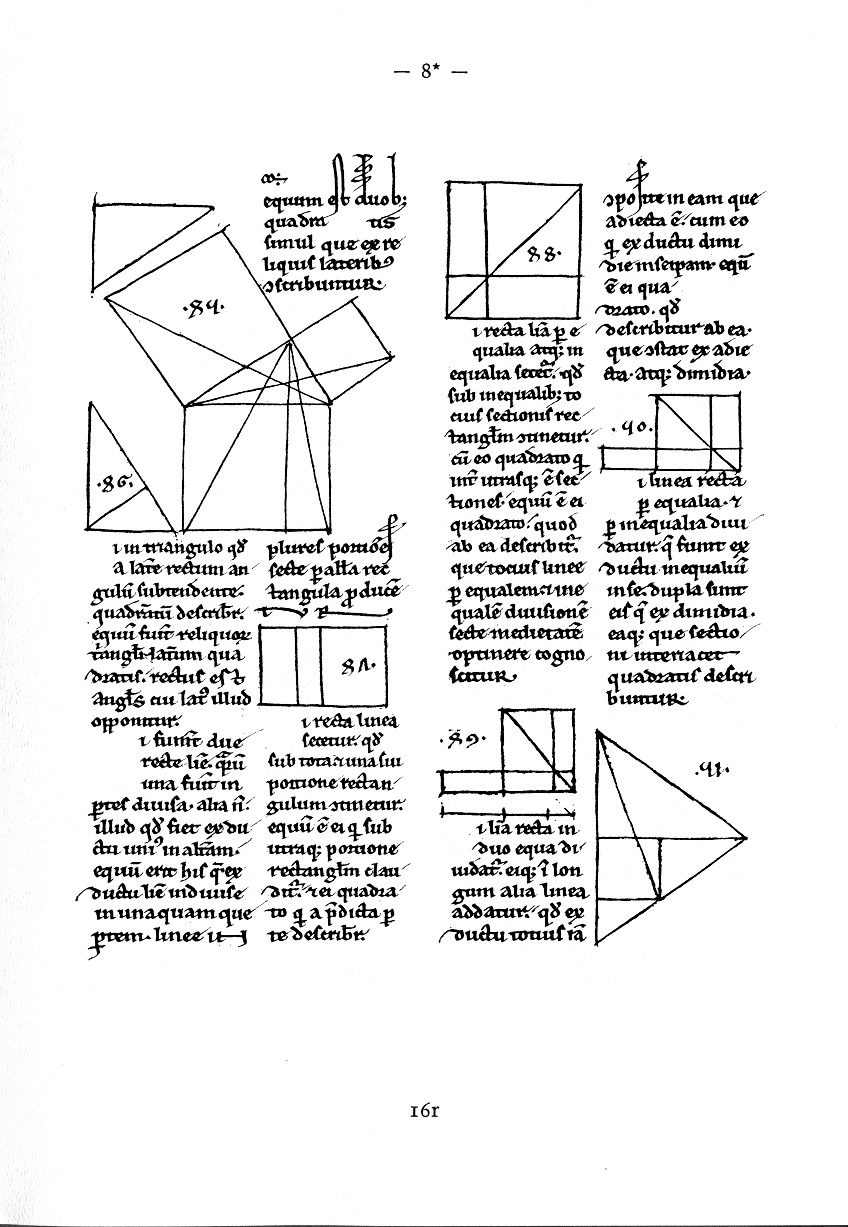
Elementos de Euclides, desde Lüneburg, A.D. 1200

Los diagramas matemáticos son diagramas en el campo de las matemáticas, tales como diagramas y gráficas, que están principalmente diseñados para transmitir las relaciones matemáticas, por ejemplo, las comparaciones en el tiempo.

## Tipos específicos de diagramas matemáticos

### Diagrama de Argand

Diagrama de Argand.

Un número complejo puede representarse visualmente como un par de números que forman un vector en un diagrama llamado diagrama de Argand. El plano complejo a veces se llama el plano de Argand, ya que se utiliza en los diagramas de Argand. Estos llevan el nombre de Jean-Robert Argand (1768-1822), a pesar de que fueron descritos por primera vez por un agrimensor noruego-danés y matemático Caspar Wessel (1745 a 1818). Los diagramas de Argand se usan frecuentemente para representar las posiciones de los polos y ceros de una función en el plano complejo.
El concepto de plano complejo permite la interpretación geométrica de los números complejos. Bajo Además, agregan como vectores. La multiplicación de dos números complejos se pueden expresar más fácilmente en coordenadas polares - la magnitud o módulo del producto es el producto de los dos valores absolutos, o módulos, y el ángulo o argumento del producto es la suma de los dos ángulos, o argumentos. En particular, la multiplicación por un número complejo de módulo 1 actúa como una rotación.

### Diagrama de mariposa

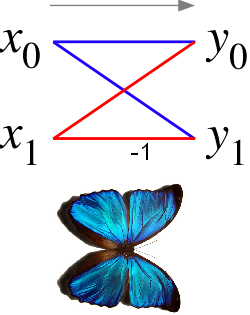
Butterfly diagram

En el contexto del algoritmos de transformación rápida de Fourier, una mariposa es una parte del cálculo que combina los resultados de menor transformadas de Fourier discreta (DFT) en una DFT más grande, o viceversa (rotura de un DFT más arriba en subtransforms). El nombre de "mariposa" viene de la forma del diagrama de flujo de datos en la base-2 caso, como se describe a continuación. La misma estructura se puede también encontrar en el algoritmo de Viterbi, que se utiliza para encontrar la secuencia más probable de estados ocultos...
El diagrama de mariposa muestra un diagrama de flujo de datos conectando las entradas x (a la izquierda) y productos que dependen de ellos (a la derecha) para una "mariposa" paso de una base-2 Cooley-Tukey FFT. Este diagrama se asemeja a una mariposa como en la mariposa Morpho muestra para la comparación), de ahí el nombre.

### Diagrama conmutativo

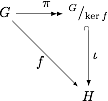
Commutative diagram.

En matemática, y especialmente en teoría de categorías, un diagrama conmutativo es un diagrama de objetos (también conocidos como vértices) y morfismos (también conocidos como flechas o aristas) tales que todas las rutas directas en el diagrama con los mismos puntos finales conducen al mismo resultado por composición. Los diagramas conmutativos juegan un papel fundamental en teoría de categorías al igual que las ecuaciones lo hacen en álgebra.

### Diagrama de Hasse
En matemáticas, un diagrama de Hasse es una representación gráfica simplificada de un conjunto parcialmente ordenado finito. Esto se consigue eliminando información redundante. Para ello se dibuja una arista ascendente entre dos elementos solo si uno sigue a otro sin haber otros elementos intermedios.

Hasse diagram.